# Lancer du marteau masculin aux championnats du monde d'athlétisme 2001
Navigation
Séville 1999 Paris 2003
L'épreuve du lancer du marteau masculin des championnats du monde d'athlétisme 2001 s'est déroulée les 4 et 5 août 2001 au stade du Commonwealth d'Edmonton, au Canada. Elle est remportée par le Polonais Szymon Ziółkowski.

## Résultats

### Finale
| Rang               | Athlète                | Pays        | Essais | Essais | Essais | Essais | Essais | Essais | Marque  | Notes |
| Rang               | Athlète                | Pays        | 1      | 2      | 3      | 4      | 5      | 6      | Marque  | Notes |
| ------------------ | ---------------------- | ----------- | ------ | ------ | ------ | ------ | ------ | ------ | ------- | ----- |
| Médaille d'or      | Szymon Ziółkowski      | Pologne     | 81.88  | 79.69  | X      | 80.32  | 83.38  | 80.39  | 83.38 m | CR    |
| Médaille d'argent  | Koji Murofushi         | Japon       | 79.91  | 82.46  | 81.95  | 81.43  | 82.92  | 82.61  | 82.92 m |       |
| Médaille de bronze | Ilya Konovalov         | Russie      | 80.27  | 79.42  | 79.09  | 78.94  | 76.26  | X      | 80.27 m | SB    |
| 4                  | Nicola Vizzoni         | Italie      | 79.12  | 72.42  | 78.46  | X      | 80.13  | X      | 80.13 m |       |
| 5                  | Andriy Skvaruk         | Ukraine     | 77.95  | X      | 79.93  | X      | X      | X      | 79.93 m |       |
| 6                  | Balázs Kiss            | Hongrie     | 79.22  | 78.44  | X      | 79.75  | 79.54  | X      | 79.75 m |       |
| 7                  | Igor Astapkovich       | Biélorussie | X      | 78.35  | 79.20  | 79.72  | 78.57  | X      | 79.72 m | SB    |
| 8                  | Tibor Gécsek           | Hongrie     | 78.15  | X      | X      | 78.24  | 76.86  | 79.34  | 79.34 m |       |
| 9                  | Adrián Annus           | Hongrie     | 77.86  | 75.92  | 78.10  |        |        |        | 78.10 m |       |
| 10                 | Olli-Pekka Karjalainen | Finlande    | X      | 76.76  | 75.86  |        |        |        | 76.76 m |       |
| 11                 | Maciej Pałyszko        | Pologne     | 74.81  | 75.34  | 75.94  |        |        |        | 75.94 m |       |
| 12                 | Nicolas Figère         | France      | X      | 75.36  | X      |        |        |        | 75.36 m |       |

## Légende
Records et Performances
- AR : Record continental (area record)
- CR : Record des championnats (championship record)
- MR : Record du meeting (meet record)
- NR : Record national (national record)
- OR : Record olympique (olympic record)
- PR : Record paralympique (paralympic record)
- PB : Record personnel (personal best)
- SB : Meilleure performance personnelle de la saison (season's best)
- WL : Meilleure performance mondiale de l'année (world leader)
- WJR : Record du monde junior (world junior record)
- WR : Record du monde (world record)

Circonstances et Conditions
- DNF : N'a pas terminé (did not finish)
- DNS : N'a pas pris le départ (did not start)
- DQ : Disqualification (disqualification)
- NM : Aucun essai valable enregistré (No Mark)
- Q : Qualifié « directement » au prochain tour (ou à la prochaine compétition), lors d'une compétition majeure, grâce au classement ou à la réalisation des minima (automatic qualifier)
- q : Qualifié au prochain tour (ou à la prochaine compétition), lors d'une compétition majeure, grâce au repêchage ou à la réalisation de l'une des meilleures performances parmi celles des « non qualifiés directement » (grâce au meilleur temps ou à la meilleure distance par exemple) (secondary qualifier)